# Batalla de Crécy
La batalla de Crécy tuvo lugar el 26 de agosto de 1346 en el noreste de Francia y enfrentó a un ejército francés mandado por el rey Felipe VI con otro inglés dirigido por el rey Eduardo III. Los franceses atacaron a los ingleses mientras estos saqueaban el norte de Francia durante la guerra de los Cien Años, pero el enfrentamiento resultó en una victoria inglesa y una gran pérdida de vidas entre los franceses.
El ejército inglés había desembarcado en la península de Cotentin el 12 de julio. Comenzó a dejar un rastro de destrucción por algunas de las tierras más ricas de Francia y llegó a menos de tres kilómetros de París, saqueando muchas ciudades por el camino. Luego, los ingleses marcharon hacia el norte, con la esperanza de unirse con un ejército flamenco aliado que había iniciado una invasión desde Flandes. Al enterarse de que los flamencos se habían dado la vuelta, y después de haber alejado temporalmente a los franceses que los perseguían, el rey Eduardo III ordenó que su ejército preparara una posición defensiva en una ladera cerca de Crécy-en-Ponthieu. La lluviosa tarde del 26 de agosto, el ejército francés, que superaba en número a los ingleses, atacó.
Durante un breve duelo de tiro con arco, una numerosa fuerza de ballesteros mercenarios franceses resultó derrotada por arqueros galeses e ingleses. Los franceses lanzaron una serie de cargas de caballería, pero se llevaron a cabo de manera improvisada y desordenada por tener que abrirse paso a través de los ballesteros que huían, por el suelo fangoso, por tener que cargar cuesta arriba y por las zanjas excavadas por los ingleses. Así, los ataques fueron desbaratados por las efectivas andanadas de los arqueros ingleses, que causaron muchas bajas. Cuando las cargas francesas llegaron a los hombres de armas ingleses, que habían desmontado para luchar, habían perdido gran parte de su ímpetu. El subsiguiente combate cuerpo a cuerpo fue descrito como «letal, sin piedad, cruel y horrible». Las cargas francesas continuaron hasta altas horas de la noche, todas con el mismo resultado: feroces combates seguidos de una retirada gala.
Los ingleses sitiaron después el puerto de Calais. El descalabro de Crécy debilitó tanto al ejército francés que le impidió socorrer la plaza, que cayó ante los ingleses al año siguiente y permaneció bajo el dominio inglés durante más de dos siglos, hasta 1558. Crécy dejó clara la efectividad del arco largo y su influencia en los campos de batalla de la Europa occidental de la época.

## Trasfondo
Los monarcas ingleses habían tenido títulos y tierras en Francia desde la conquista normanda de 1066, cuya posesión hacía de ellos vasallos de los reyes de Francia. Tras una serie de desacuerdos entre Felipe VI de Francia (r. 1328-1350) y Eduardo III de Inglaterra (r. 1327-1377), el 24 de mayo de 1337 el Gran Consejo de Felipe en París acordó que las tierras que poseía Eduardo en Francia debían volver a manos de Felipe con el argumento de que aquel había incumplido sus obligaciones como vasallo. Esto marcó el comienzo de la guerra de los Cien Años, que duró en realidad ciento dieciséis.

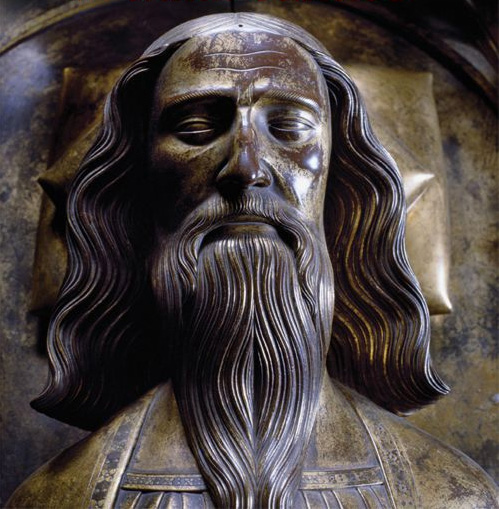
Efigie de bronce de Eduardo III de Inglaterra en la abadía de Westminster

El ejército de Eduardo zarpó de Inglaterra el 29 de junio de 1345 y ancló en La Esclusa, en Flandes, hasta el 22 de julio, mientras el rey inglés atendía asuntos diplomáticos. Cuando por fin zarpó de nuevo, probablemente con la intención de desembarcar en Normandía, la flota fue dispersada por una tormenta, lo que sumado a otras demoras imposibilitó emprender campaña alguna antes del invierno. Mientras tanto, Enrique, conde de Derby, devastó la Gascuña al frente de un ejército anglo-gascón, derrotó con claridad a dos grandes ejércitos franceses en las batallas de Bergerac y Auberoche y tomó más de cien ciudades y fortificaciones francesas en Périgord y Agenais, lo que sirvió para asegurar y ampliar las posesiones inglesas en Gascuña.
En marzo de 1346, marchó sobre Gascuña un ejército francés de entre quince y veinte mil soldados, «enormemente superior» a cualquiera que los anglo-gascones pudieran desplegar, del que formaban parte todos los oficiales militares de la casa real y que mandaba Juan, duque de Normandía, hijo y heredero de Felipe VI. El ejército puso sitio a la estratégica ciudad de Aiguillon. El 2 de abril, se anunció una leva general para que tomaran las armas todos los hombres capaces en el sur de Francia; los medios financieros, logísticos y humanos franceses se centraron en esta ofensiva y Derby, que había pasado a ser conde de Lancaster, pidió ayuda urgente a Eduardo. El rey inglés estaba obligado moral y contractualmente a socorrer a su vasallo, pues su acuerdo con Lancaster disponía que, si este era atacado por fuerzas superiores, Eduardo «lo rescataría de una forma u otra».
Mientras tanto, Eduardo estaba reclutando un nuevo ejército y reunió más de setecientos buques para transportarlo, la mayor flota inglesa hasta la fecha. Los franceses estaban al tanto de los movimientos del rey inglés y confiaron en su poderosa armada para impedir que desembarcase en el norte de Francia, pero la flota francesa fue incapaz de detener a las naves inglesas y Eduardo cruzó el Canal de la Mancha.

## Preludio

Mapa de la ruta de Eduardo III por Francia en 1346

Los ingleses desembarcaron en Saint-Vaast-la-Hougue, Normandía, el 12 de julio de 1346, lograron una completa sorpresa estratégica y marcharon hacia el sur. Los soldados de Eduardo arrasaron cada pueblo en su camino y saquearon todo lo que pudieron de la población. El 26 de julio asaltaron Caen, el centro cultural, político, religioso y financiero del noroeste de Normandía, y posteriormente la saquearon durante cinco días, durante los cuales más de cinco mil soldados y civiles franceses fueron asesinados. Entre los pocos prisioneros que hicieron los ingleses estuvo Raúl, conde de Eu y condestable de Francia. El 29 de julio, Eduardo envió su flota de regreso a Inglaterra, cargada de botín, con una carta en la que ordenaba que se reunieran refuerzos, se embarcaran suministros y se recaudara dinero, y que se los enviaran a Le Crotoy, en la orilla norte de la desembocadura del río Somme, donde debía recibirlos el ejército. Los ingleses emprendieron la marcha hacia el río Sena el 1 de agosto.
La situación militar francesa era difícil porque su ejército principal, que mandaba Juan, duque de Normandía, hijo y heredero de Felipe VI, estaba enfrascado en el asedio interminable de Aiguillon en el suroeste. Después de su desembarco sorpresa en Normandía, Eduardo estaba devastando algunas de las tierras más ricas de Francia y haciendo alarde de su capacidad de atravesar el reino sin encontrar oposición. Por añadidura, un pequeño contingente inglés apoyado por fuerzas flamencas invadió Francia desde Flandes el 2 de agosto, por una zona en la que las defensas francesas eran totalmente insuficientes para impedirlo. El tesoro del reino estaba además casi vacío. El 29 de julio, Felipe VI ordenó una leva general en el norte de Francia y que todos los hombres capacitados se reunieran en Ruan, adonde llegó el rey el 31. Los ingleses alcanzaron el Sena el 7 de agosto, a diecinueve kilómetros al sur de Ruan; viraron luego hacia el sureste y para el 12 de agosto estaban acampados en Poissy, a treinta y dos kilómetros de París, dejando tras de sí una franja arrasada de treinta kilómetros de ancho en la orilla izquierda del Sena, quemando incluso pueblos a menos de tres kilómetros de París. El ejército de Felipe marchó paralelo al enemigo por la otra orilla y acampó al norte de París, donde recibió nuevos refuerzos. París estaba alborotada, abarrotada de refugiados y se hicieron preparativos para defender la capital calle por calle.

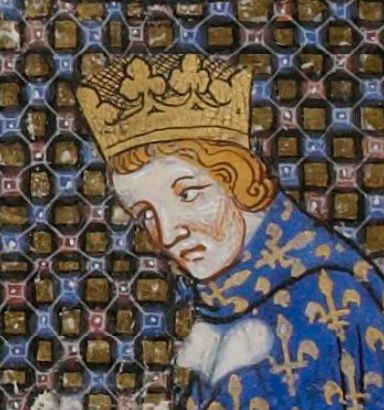
Felipe VI de Francia, antagonista de la victoriosa campaña de Eduardo en 1346 y perdedor de la batalla de Crécy

Felipe envió órdenes al duque Juan de Normandía insistiendo en que abandonara el asedio de Aiguillon y marchara con su ejército hacia el norte; lo hizo finalmente el 20 de agosto, pero con tanto retraso que no llegó a tiempo de cambiar el curso de los acontecimientos en el norte. El ejército francés acampado a las afueras de París estaba formado por unos ocho mil hombres de armas, seis mil ballesteros y muchos reclutas de infantería, reunidos en la leva. Felipe envió el 14 de agosto una carta de desafío proponiendo que los dos ejércitos combatieran en un lugar cercano y en un momento acordados mutuamente, a lo que Eduardo respondió que se encontraría con Felipe al sur del Sena, pero sin comprometerse realmente. El 16 de agosto los franceses tomaron posiciones, pero Eduardo se apresuró a quemar Poissy, destruyó su puente y marchó hacia el norte.
Los franceses habían llevado a cabo una política de tierra quemada, llevándose todos los alimentos almacenados y obligando así a los ingleses a dispersarse en una amplia región para conseguir suministros, lo que retrasó mucho su avance. Bandas de campesinos franceses atacaron a algunos de los grupos de soldados ingleses que recolectaban alimentos. Felipe llegó al río Somme un día antes que Eduardo, estableció su base en Amiens y envió grandes destacamentos para proteger todos los puentes y vados que permitían cruzar el río entre Amiens y el mar. Los ingleses estaban atrapados en una zona con escasez de alimentos. Los franceses partieron de Amiens en dirección oeste, hacia los ingleses, dispuestos a plantar batalla sabiendo que tendrían la ventaja de poder ponerse a la defensiva mientras que los ingleses se verían obligados a intentar abrirse paso.
Eduardo estaba decidido a romper el bloqueo francés del Somme y sondeó en varios puntos, atacando en vano en Hangest y Pont-Remy antes de moverse hacia el oeste por la orilla del río. Los abastos ingleses se estaban acabando y el ejército estaba hambriento y desmoralizado. Los ingleses acamparon al norte de Acheux en la noche del 24 de agosto, mientras que los franceses estaban a diez kilómetros de distancia en Abbeville. Durante la noche, los ingleses iniciaron el paso de un vado llamado Blanchetaque, defendido por tres mil quinientos franceses; los arqueros ingleses y los hombres de armas a caballo entraron en el río y, después de un breve combate, derrotaron a los franceses. El principal ejército francés había seguido a los ingleses, y sus exploradores capturaron a algunos rezagados y varios carros, pero Eduardo consiguió poner distancia con ellos. Tal era la confianza entre los franceses de que Eduardo no vadearía el Somme, que las tierras de la orilla norte no habían sido arrasadas, lo que permitió que el ejército de Eduardo las saqueara y se reabasteciera.
Mientras tanto, los flamencos, que habían sido rechazados por los franceses en Estaires, sitiaron Béthune el 14 de agosto. Fueron rodeados por los franceses después de varios contratiempos, quemaron las armas de asedio y pusieron fin a su campaña el 24 de agosto. Eduardo recibió la noticia de que los flamencos no lo reforzarían poco después de cruzar el Somme. Además, no se veían los barcos que estaba previsto que los esperaran en Le Crotoy, por lo que el rey inglés decidió enfrentarse al ejército de Felipe con las fuerzas que tenía. Se había sacudido temporalmente la persecución francesa y empleó el tiempo ganado en preparar una posición defensiva en Crécy-en-Ponthieu. Mientras, los franceses regresaron a Abbeville, cruzaron el Somme por su puente y retomaron la persecución del enemigo.

## Fuerzas enfrentadas

### Ejército inglés
El ejército del rey Eduardo III estaba compuesto principalmente por soldados ingleses y galeses, junto con algunas tropas bretonas y flamencas aliadas y algunos mercenarios alemanes, pero se desconoce el tamaño exacto y la composición de las fuerzas inglesas. Los cálculos de la época varían ampliamente; por ejemplo, la tercera versión de las Crónicas de Froissart da una cifra de soldados que es más del doble que la que aparece en la primera. Los historiadores modernos han calculado su tamaño entre siete y quince mil hombres. Andrew Ayton sugiere una cifra de alrededor de catorce mil: dos mil quinientos hombres de armas, cinco mil arqueros con arcos largos, tres mil hobelars (caballería ligera y arqueros montados) y tres mil quinientos lanceros. Clifford Rogers supone que eran quince mil los soldados: dos mil quinientos hombres de armas, siete mil arqueros, tres mil doscientos cincuenta hobelars y dos mil trescientos lanceros. Jonathan Sumption, según la capacidad de carga de la flota de transporte original, cree que el ejército contaba con entre siete y diez mil soldados. Hasta mil hombres de ese ejército eran presos a los que se había reclutado con la promesa de concederles el perdón real al final de la campaña. Alrededor de la mitad de los soldados ingleses, incluidos muchos de los delincuentes, eran veteranos.
Los hombres de armas de ambos ejércitos vestían un gambesón acolchado debajo de una cota de malla que cubría el tronco y las extremidades, a la que se superponía a su vez diversas piezas de armadura de placas, más comunes entre los hombres más pudientes y veteranos. Las cabezas se las protegían con bacinetes, que eran cascos militares de hierro o acero que dejaban la cara descubierta, con una malla unida al borde inferior del casco para proteger la garganta, el cuello y los hombros, mientras que una visera móvil actuaba de protector facial. Llevaban también escudos que tenían la parte superior recta y la inferior picuda, normalmente hechos de madera delgada recubierta de cuero. Los hombres de armas ingleses combatieron desmontados, y aunque se desconoce las armas que usaron, en batallas similares emplearon sus lanzas a modo de picas o lucharon con espadas y hachas de guerra.

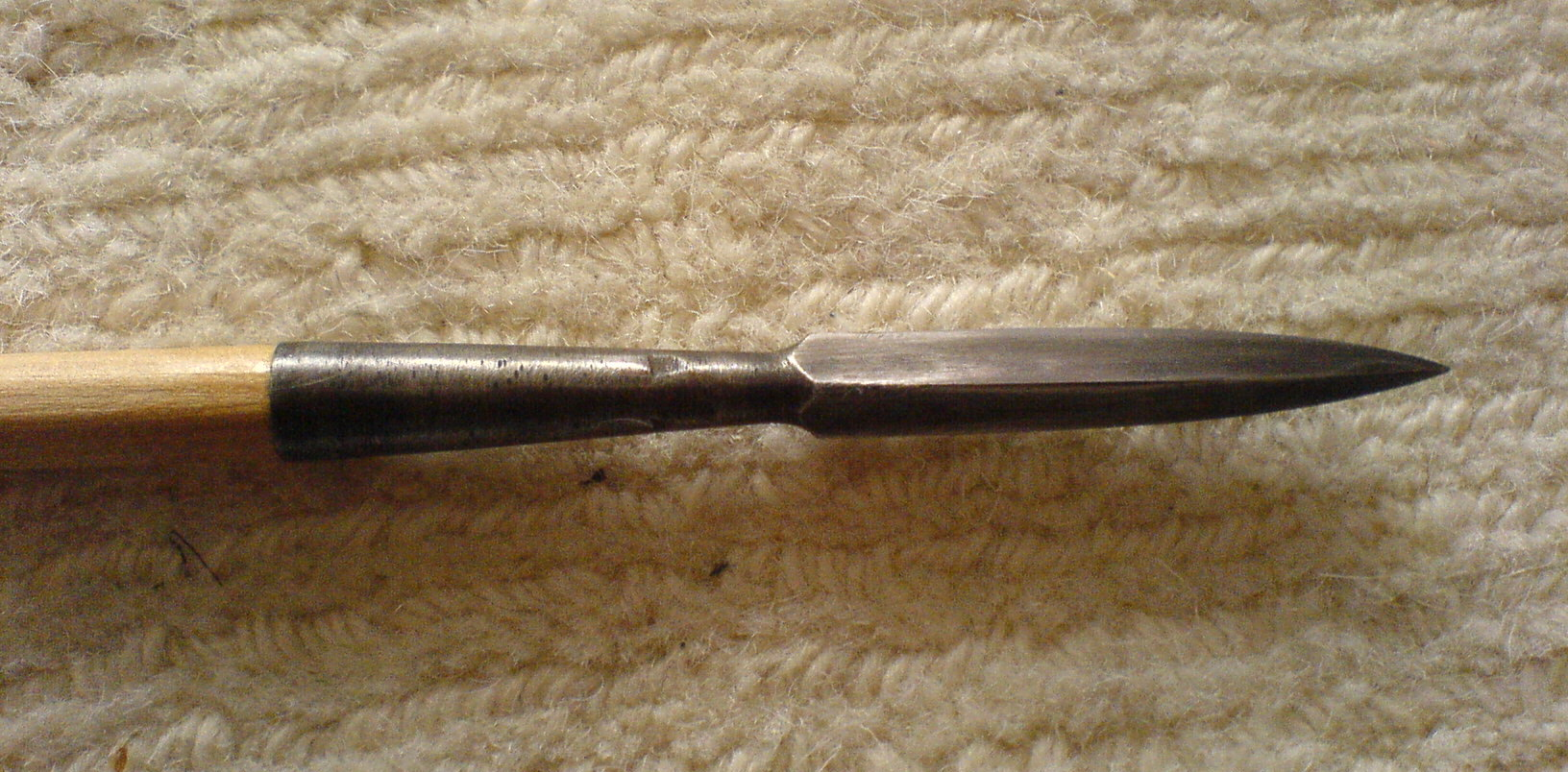
Réplica moderna de una punta bodkin, como las usadas por los arqueros ingleses en Crécy

El arco largo utilizado por los arqueros ingleses y galeses les era exclusivo; se tardaba hasta diez años en dominar su manejo y podía disparar hasta diez flechas por minuto a más de trescientos metros. Un análisis informático realizado por la Universidad Tecnológica de Varsovia en 2017 demostró que las flechas de punta bodkin podían penetrar la armadura de placas típica de la época a doscientos veinticinco metros. La profundidad de penetración era poca a esa distancia, pero aumentaba a menor distancia o si la armadura era de mala calidad. Las fuentes contemporáneas mencionan frecuentemente flechas que perforan armaduras. Los arqueros llevaban un carcaj de veinticuatro flechas, pero durante la mañana de la batalla, cada uno recibió dos carcajes más, lo que dio setenta y dos flechas por arquero, suficientes únicamente para unos quince minutos de combate disparando a la velocidad máxima, aunque el ritmo de tiro se ralentizaría a medida que avanzaba la batalla. Se cree que desde los carros de retaguardia llegaba un suministro regular de proyectiles y que los arqueros también se aventuraban a avanzar durante las pausas de los combates para recuperar flechas. Los historiadores modernos calculan que se pudieron disparar hasta medio millón de flechas durante la batalla de Crécy.

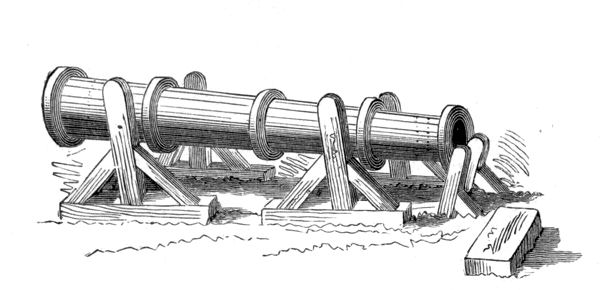
Dibujo de una bombarda inglesa como las usadas en la batalla de Crécy

El ejército inglés también estaba equipado con varios tipos de armas de fuego, aunque se desconoce cuántas pudieron ser: pistolas pequeñas que disparaban bolas de plomo; ribadoquines que lanzaban flechas de metal o racimos de metralla; y bombardas, un tipo primigenio de cañón que disparaba bolas de metal de ochenta o noventa milímetros de diámetro. Los relatos contemporáneos y los historiadores modernos difieren sobre qué tipos y cuántas de estas armas estuvieron presentes en Crécy, pero desde entonces se han recuperado en el lugar de la batalla varias bolas de hierro que pudieron ser munición de las bombardas.

### Ejército francés
Hay todavía menos certezas sobre el tamaño exacto del ejército francés debido a que se perdieron los registros financieros de la campaña de Crécy, aunque existe consenso en que era sustancialmente más grande que el inglés. Los cronistas contemporáneos lo señalan como extremadamente grande para la época y calculan su tamaño entre los setenta y dos y los ciento veinte mil hombres. Los números de hombres de armas a caballo oscilan entre los doce mil y los veinte mil. Un cronista italiano afirmó que hubo en el combate hasta cien mil caballeros (hombres de armas), doce mil soldados de infantería y cinco mil ballesteros. Los cronistas contemporáneos indican que los ballesteros presentes eran entre dos y veinte mil.

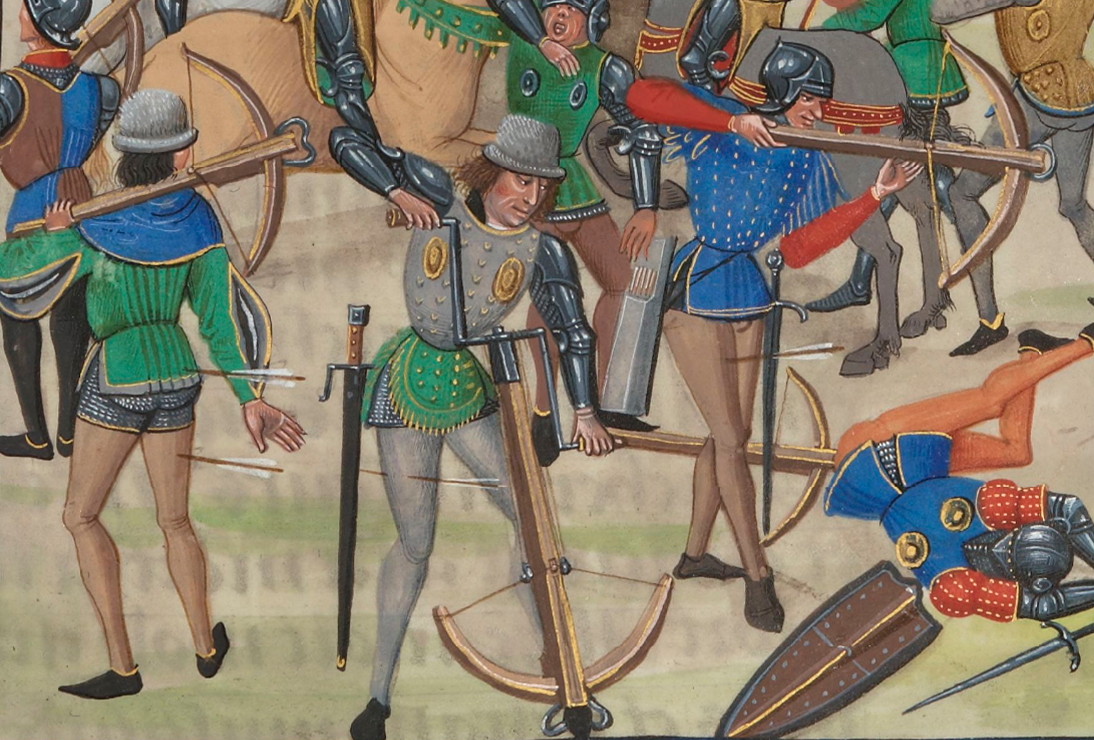
Ballesteros genoveses en la batalla de Crécy. Miniatura del

Los historiadores consideran estos números exagerados y poco realistas, sobre la base de los registros conservados del tesoro de guerra de 1340, seis años antes de la batalla. Clifford Rogers calcula que «el ejército francés era al menos el doble de grande que el [inglés], y quizás hasta el triple». Según los cálculos modernos, ocho mil hombres de armas formaban el núcleo del ejército francés, apoyados por entre dos y seis mil ballesteros mercenarios reclutados principalmente en la ciudad comercial de Génova, y un «gran número, aunque indeterminado, de peones». No se sabe con certeza cuántos soldados de infantería, milicianos y reclutas de leva con distintos grados de equipamiento y formación participaron en la batalla, pero es seguro que por sí solos superaban en número al ejército inglés.
Los hombres de armas franceses estaban equipados de manera similar a los ingleses, iban montados en caballos completamente desguarnecidos y llevaban lanzas de madera, generalmente de fresno, con moharra de hierro y de aproximadamente cuatro metros de largo. Muchos de los hombres de armas en el ejército francés eran extranjeros; algunos se unieron individualmente por puro espíritu de aventura y las atractivas pagas ofrecidas, otros pertenecían a contingentes aportados por los aliados de Felipe: tres reyes, un príncipe-obispo, un duque y tres condes acaudillaban las huestes de los territorios no franceses.
Los ejércitos franceses habían ido aumentando su número de ballesteros desde la entronización de Felipe, pero como había pocos arqueros en Francia, se solían reclutar en el extranjero, principalmente en la república italiana de Génova. Eran ballesteros profesionales que podían disparar su arma aproximadamente dos veces por minuto y en la batalla se protegían de los proyectiles enemigos con un pavés, que era un escudo muy grande con sus propios portadores que podía proteger hasta a tres ballesteros.

### Despliegues iniciales
Eduardo desplegó su ejército en una ubicación cuidadosamente seleccionada, mirando hacia el sureste en una ladera inclinada, punteada de matorrales y terrazas, en Crécy-en-Ponthieu, un territorio que había heredado de su madre y que muchos ingleses conocían. De hecho, se ha sugerido que esa ubicación había sido considerada durante mucho tiempo un sitio adecuado para una batalla. El flanco izquierdo llegaba hasta la villa de Wadicourt, mientras que el derecho estaba protegido por el propio Crécy y más allá por el río Maye, lo que dificultaba que los franceses los flanquearan. La posición tenía una ruta de retirada despejada en caso de que los ingleses fueran derrotados o sometidos a una presión intolerable. Mientras esperaban que los alcanzaran, los ingleses cavaron zanjas frente a sus posiciones, con la intención de desordenar a la caballería atacante, y colocaron varias armas de fuego primitivas. Eduardo deseaba provocar a los franceses a lanzar una carga de caballería cuesta arriba contra sus sólidas formaciones de infantería, respaldadas por lanceros galeses y flanqueadas por arqueros. El ejército estuvo en posición desde el amanecer, por lo que estaba descansado y bien alimentado, lo que le daba una ventaja sobre los franceses, que no descansaron antes de la batalla. La victoria en el vado del Somme obtenida dos días atrás sobre un gran destacamento francés hacía que las tropas inglesas estuviesen animadas ante la inminente batalla.

Mapa táctico de la batalla

El ejército inglés se desplegó en tres divisiones, o «batallas», con dos delante y una en la reserva. El hijo de Eduardo, el príncipe de Gales, ayudado por el conde de Warwick, dirigió la mayor de las batallas de primera línea, mientras que la otra la mandaban los condes de Northampton y Suffolk, situados a la izquierda del príncipe de Gales. El rey dirigió la batalla de reserva. Cada división estaba compuesta por hombres de armas en el centro, todos a pie, con filas de lanceros inmediatamente detrás de ellos, arqueros en cada flanco, hostigadores delante y muchos arqueros ocultos entre los árboles o tumbados en los trigales. El tren de equipaje se colocó a retaguardia del ejército, donde fue rodeado y fortificado, para servir como cuadra para los caballos, como defensa contra cualquier posible ataque desde la retaguardia y como punto de reunión en caso de derrota.
Los exploradores franceses, que avanzaban hacia el norte desde Abbeville, avistaron a los ingleses alrededor del mediodía del 26 de agosto. Los ballesteros, dirigidos por Antonio Doria y Carlo Grimaldi, formaban la vanguardia francesa, seguidos de una gran batalla de hombres armados acaudillados por el conde Carlos de Alenzón, hermano de Felipe, y por el rey ciego Juan de Bohemia. La siguiente batalla estaba a las órdenes del duque Rodolfo de Lorena y del conde Luis de Blois, mientras que el rey Felipe mandaba la retaguardia. Cuando se tuvo noticia de que los ingleses se habían parado para luchar, los contingentes franceses apremiaron el paso, compitiendo entre sí para llegar al frente de la columna. Los italianos permanecieron en vanguardia, los hombres de armas a caballo dejaron atrás a la infantería y los carros que los acompañaban, pero la disciplina se perdió porque los franceses acusaron la ausencia de su condestable, que normalmente era el responsable de organizar y dirigir el ejército, pero que había sido capturado en Caen. Una vez que se detuvieron, les fueron alcanzando los infantes que iban llegando lentamente desde Abbeville y se sumaban a la batalla de Felipe.

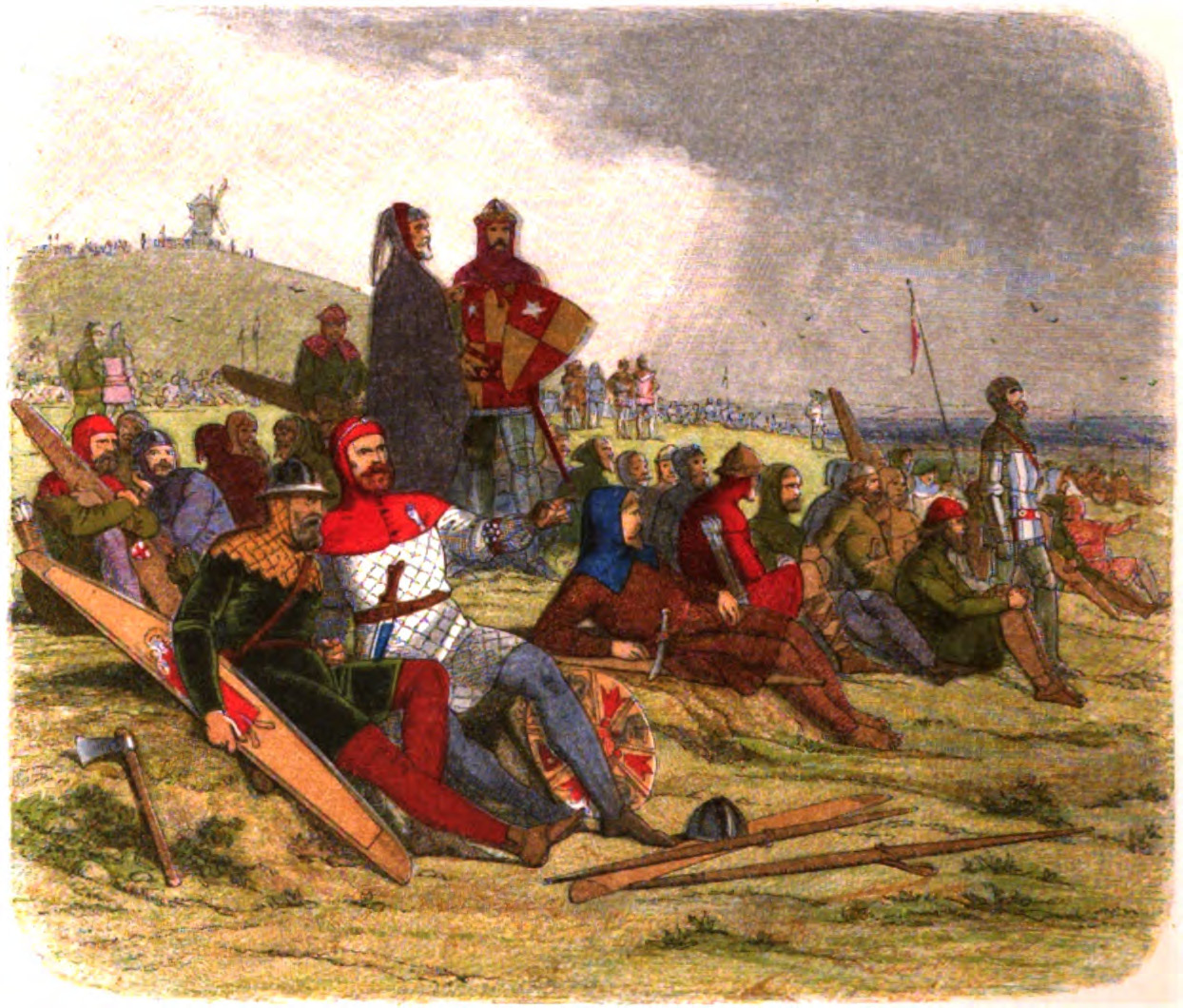
Los arqueros ingleses esperando a los franceses. James William Edmund Doyle (1864).

Se celebró un consejo de guerra después de reconocer la posición inglesa en el que los mandos franceses, seguros de obtener la victoria, aconsejaron atacar al día siguiente. El ejército estaba cansado tras una marcha de diecinueve kilómetros y necesitaba reorganizarse para poder acometer con fuerza. También se sabía que el conde de Saboya, con más de quinientos hombres de armas, avanzaba para unirse a los franceses y estaba cerca; de hecho, interceptaría a algunos de los supervivientes franceses el día después de la batalla. A pesar de este consejo, los franceses atacaron esa misma tarde. No está claro por las fuentes contemporáneas si fue una elección deliberada del rey Felipe o si muchos de los caballeros franceses siguieron avanzando y desencadenaron finalmente la batalla pese a los planes regios de esperar hasta el día siguiente. El plan de Felipe era utilizar las flechas de largo alcance de sus ballesteros para diezmar la infantería enemiga, romper sus formaciones e infundir desánimo, a fin de permitir que los hombres de armas a caballo que lo acompañaban penetraran luego entre sus filas y los derrotaran. Los historiadores modernos consideran generalmente que era una estrategia adecuada, que había permitido vencer en otras ocasiones.

## Batalla

### Duelo de arqueros

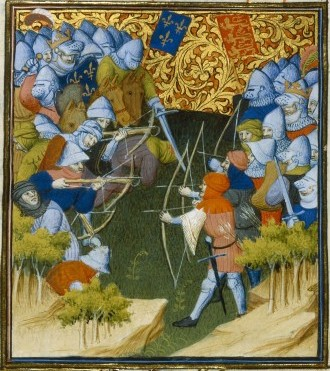
La lid entre los arqueros ingleses y galeses de Eduardo (derecha) y los ballesteros genoveses de Felipe (izquierda). Pueden observarse las distintas armas y los pendones respectivos, con los leones ingleses y las flores de lis francesas

El ejército francés avanzó a última hora de la tarde, desplegando su sagrado pendón de batalla, la oriflama, indicando que no se harían prisioneros. A medida que avanzaba, una repentina tormenta estalló sobre el lugar, por lo que los arqueros ingleses desmontaron las cuerdas de los arcos para evitar que se aflojaran; los ballesteros genoveses no necesitaban tomar estas precauciones, ya que las cuerdas de las ballestas estaban hechas de cuero. Los ballesteros se enfrentaron a los arqueros ingleses en un duelo de tiro con arco, pero resultaron claramente derrotados por estos, cuya cadencia de tiro era más de tres veces superior a la suya. Los ballesteros además combatieron sin sus paveses protectores, que todavía estaban con el equipaje francés, al igual que la munición de reserva. El lodo también les estorbó la recarga de las ballestas, pues necesitaban presionar los estribos contra el suelo embarrado, lo que redujo su cadencia de tiro. Los italianos fueron rápidamente vencidos y huyeron porque eran conscientes de su vulnerabilidad sin los paveses, por lo que quizá solo hicieron un esfuerzo simbólico por parecer que combatían. Los historiadores modernos no se ponen de acuerdo en la cantidad de bajas que sufrieron, pero debieron ser muy pocas porque algunas fuentes contemporáneas aventuran que quizá ni siquiera llegaron a disparar y el estudio especializado más reciente concluye que dispararon precipitadamente quizá dos veces, tras lo cual se retiraron sin llegar verdaderamente a disputar con los arqueros ingleses.
Los caballeros y nobles que les seguían en la división de Alenzón, obstaculizados por los ballesteros mercenarios derrotados, los atacaron mientras se retiraban. Según la mayoría de los relatos contemporáneos, los ballesteros fueron considerados cobardes en el mejor de los casos y probablemente traidores, por lo que muchos de ellos fueron asesinados por los franceses. El choque de los genoveses en retirada con la caballería francesa que avanzaba desbarató la batalla francesa, al tiempo que los arqueros ingleses continuaban disparando contra la masa de tropas enemigas. A la confusión se sumaron los disparos de las bombardas inglesas, aunque las crónicas contemporáneas difieren en cuanto a si infligieron bajas significativas.

### Cargas de caballería
La batalla de Alenzón lanzó enseguida una carga de caballería, que se hizo de manera desordenada por su naturaleza improvisada, por tener que abrirse paso a través de los italianos que huían, por el suelo fangoso, por tener que cargar cuesta arriba y por las zanjas cavadas por los ingleses. Las nutridas y efectivas descargas de los arqueros ingleses debilitaron la arremetida y causaron muchas bajas. Es probable que los arqueros no disparasen hasta que tuvieran una posibilidad razonable de penetrar las armaduras francesas, es decir, cuando los jinetes enemigos se encontrasen a aproximadamente ochenta metros o menos. Los caballeros franceses tenían cierta protección merced a sus armaduras, pero sus monturas estaban completamente desguarnecidas y cayeron muertas o heridas en grandes cantidades, tirando o atrapando a sus jinetes y haciendo que las siguientes filas se desviaran para evitarlos, generando un desorden aún mayor. Los caballos heridos huyeron por la ladera presas del pánico. Cuando la carga francesa alcanzó la apretada formación de hombres de armas y lanceros ingleses había perdido gran parte de su ímpetu.

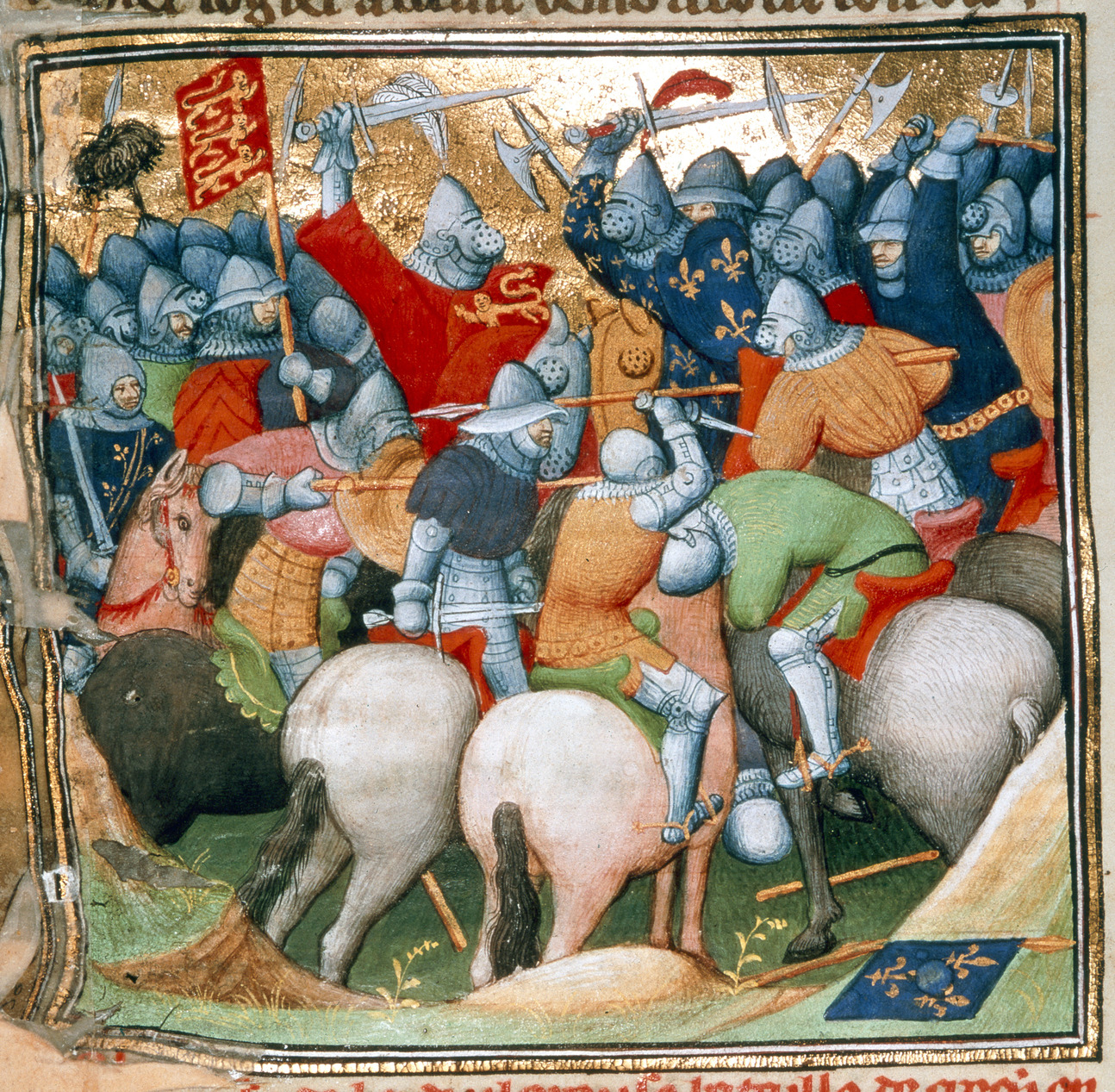
La batalla de Crécy en una miniatura hecha ochenta años después del choque. La caballería francesa, a la derecha, carga contra las filas inglesas. El pendón francés yace por tierra

Un contemporáneo describió el combate cuerpo a cuerpo que se desató como «mortífero, sin piedad, cruel y muy horrible». Los hombres de armas que perdieron el equilibrio, o que fueron arrojados por caballos heridos, fueron pisoteados, aplastados por la caída de sus monturas y otros cuerpos y asfixiados en el barro. Alenzón estuvo entre los muertos y su ataque fue repelido. La infantería inglesa avanzó para rematar a los franceses heridos, saquear los cadáveres y recuperar flechas. Algunas fuentes dicen que Eduardo había dado órdenes de que, contrariamente a la costumbre, no se tomaran prisioneros; superado en número como estaba, no quería perder soldados por escoltar y vigilar a los cautivos. En cualquier caso, no hay constancia de que se hicieran prisioneros hasta el día siguiente, después de la batalla.
Las nuevas formaciones de la caballería francesa se dispusieron al pie de la colina y repitieron la carga de Alenzón, pero sufrieron los mismos problemas que aquella, con la desventaja adicional de que el terreno sobre el que avanzaban estaba lleno de caballos y hombres muertos y heridos. Ayton y Preston describen «largos montículos de caballos de batalla y hombres caídos... que suponían significativas dificultades añadidas que tenían que afrontar las nuevas formaciones... mientras trataban de acercarse a la posición inglesa». A pesar de todo, volvieron a cargar, aunque de manera tan desordenada que nuevamente no pudieron penetrar en la formación inglesa y se produjo una prolongada melé en la que se dice que el propio príncipe de Gales llegó a caer de rodillas. Un historiador moderno ha descrito los combates como «una horrible carnicería». Eduardo envió un destacamento de su batalla de reserva para asegurar la victoria; los franceses fueron rechazados por segunda vez, pero volvieron al ataque. Las filas inglesas habían quedado diezmadas por los repetidos asaltos enemigos, pero los hombres de la retaguardia avanzaron para llenar los huecos.
No hay consenso sobre el número de veces que cargaron los franceses, pero se sabe que continuaron hasta altas horas de la noche, cuando la oscuridad desordenó todavía más sus ataques. Todos tuvieron el mismo resultado: feroces combates seguidos de la retirada. En una de las acometidas, el conde de Blois ordenó desmontar a sus hombres y les hizo avanzar a pie; el cadáver del conde fue encontrado luego en el campo de batalla. La nobleza francesa se negó obstinadamente a ceder; no hubo falta de coraje en ninguno de los bandos. Famoso es el lance del rey ciego Juan de Bohemia, que ató la brida de su caballo a las de sus ayudantes y juntos cargaron contra el enemigo en el crepúsculo, pero todos fueron descabalgados y muertos. Hay relatos sobre divisiones inglesas enteras que avanzaron para acabar con los supervivientes de las desordenadas cargas francesas y luego se retiraron en perfecto orden a sus posiciones originales.
El propio rey Felipe se vio envuelto en los combates: le mataron dos caballos que montaba y le clavaron una flecha en la mandíbula. El portador de la oriflama era un objetivo prioritario para los arqueros ingleses; fue visto caer, pero sobrevivió tras dejar el estandarte sagrado en manos del enemigo. Finalmente, Felipe abandonó el campo de batalla, aunque no está claro por qué. Era casi medianoche y la batalla estaba acabando; la mayoría del ejército francés iba abandonando el campo de batalla en desorden. Los ingleses pernoctaron donde habían luchado. A la mañana siguiente seguían llegando al campo de batalla considerables fuerzas francesas, que fueron atacadas por los hombres de armas ingleses, ahora a caballo, y perseguidos largo trecho. Las bajas francesas fueron miles, incluido el duque de Lorena; los ingleses sacaron a algunos pocos franceses heridos o aturdidos de entre las masas de cadáveres y los hicieron prisioneros.

## Bajas

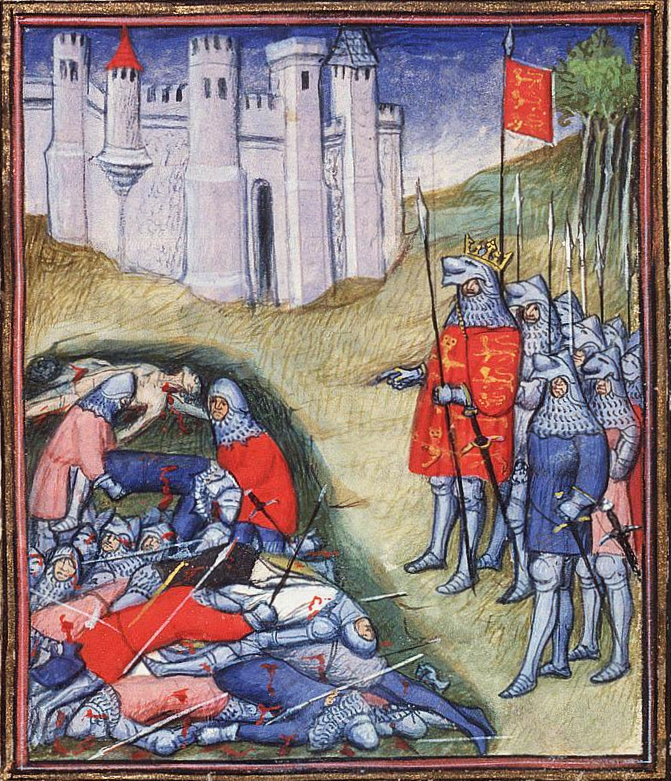
Eduardo III contando los muertos en el campo de batalla de Crécy

Las bajas en la batalla fueron claramente desiguales. Todas las fuentes contemporáneas coinciden en que las bajas inglesas fueron muy escasas. Se llegó a decir que las muertes inglesas se limitaban a tres o cuatro hombres de armas y algunas más entre el resto de la infantería: un total de cuarenta bajas, según un recuento posterior a la batalla. Algunos historiadores modernos han afirmado que esta cifra es demasiado reducida y que las bajas inglesas debieron de haber sido unas trescientas. Hasta la fecha, solo se han identificado dos ingleses muertos en la batalla; otros dos caballeros ingleses fueron hechos prisioneros, aunque no está claro en qué momento lo fueron.
Del mismo modo, todas las fuentes de la época consideran que las bajas francesas fueron muy altas. Según un recuento realizado por los heraldos ingleses después de la batalla, se encontraron los cuerpos de 1542 hombres de armas de la nobleza francesa, más probablemente varios cientos de la persecución posterior. Los ingleses recuperaron más de dos mil doscientos escudos heráldicos del campo de batalla como botín de guerra. Sumption tilda las bajas francesas totales de «catastróficas», y Ayton se refiere a las «bajas extraordinariamente grandes sufridas por los franceses» y a «bajas sobrecogedoras». El cronista Geoffrey le Baker calculó, de forma verosímil según los historiadores modernos, que cuatro mil caballeros franceses resultaron muertos en la batalla. Entre los caídos conocidos se encontraban dos reyes, nueve príncipes, diez condes, un duque, un arzobispo y un obispo. Según Ayton, las enormes bajas de los franceses también pueden atribuirse a los ideales de la caballería medieval, según los cuales los nobles preferirían morir en la batalla a huir deshonrosamente, especialmente a la vista de los demás caballeros.
No existen cifras fiables de las bajas de la infantería francesa, aunque se considera que también fueron grandes. Jean Le Bel las calculó entre quince y dieciséis mil. Jean Froissart escribió que el ejército francés perdió un total de treinta mil hombres, entre muertos y capturados. El historiador moderno Alfred Burne aventura que hubo diez mil bajas en la infantería —si bien admite que esta cifra es «una pura suposición»— y un total de doce mil muertos franceses.

## Repercusiones

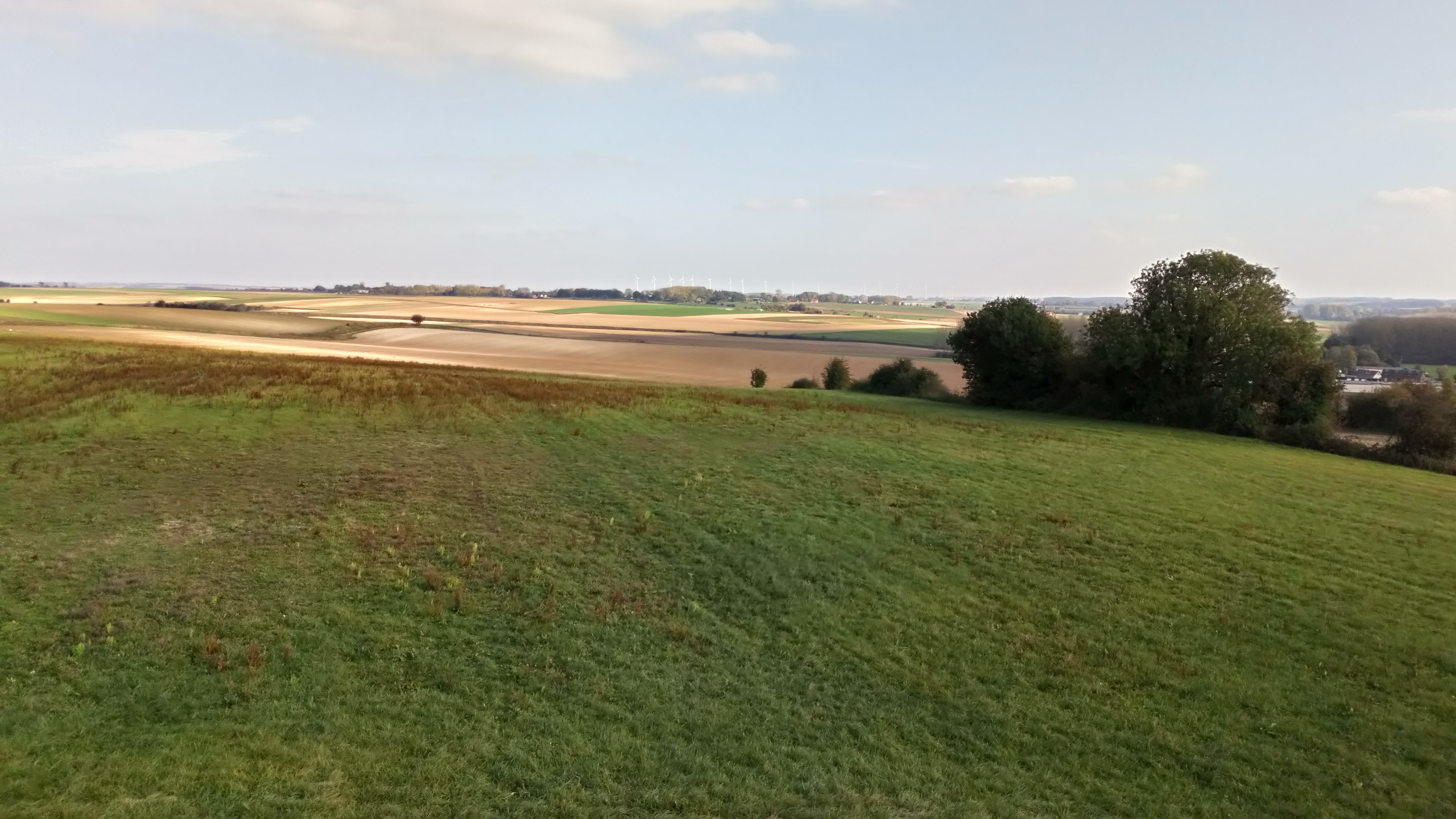
El campo de batalla 672 años después del enfrentamiento, en 2018

Clifford Rogers describe el resultado de la batalla como «una victoria total para los ingleses», y Ayton como algo «sin precedentes» y «una humillación militar devastadora». Sumption lo considera «una catástrofe política para la Corona francesa». Se informó de la batalla al Parlamento de Inglaterra el 13 de septiembre en términos entusiastas, como un signo del favor divino y la justificación del enorme costo de la guerra hasta la fecha. Un cronista contemporáneo opinó: «los franceses fueron destruidos por la precipitación y la desorganización». Rogers escribe que, entre otros factores, los ingleses «se beneficiaron de una organización, cohesión y liderazgo superiores» y de «la indisciplina de los franceses». Según Ayton, «la reputación internacional de Inglaterra como potencia militar se fraguó en una dura lucha nocturna».
Eduardo puso fin a la campaña en Francia sitiando Calais, que cayó después de once meses, en parte gracias a que la batalla de Crécy había anulado la capacidad del ejército francés para socorrer la ciudad. La conquista dio a los ingleses un puerto comercial en el norte de Francia, que conservaron durante doscientos años. La batalla dejó clara la efectividad del arco largo como arma dominante en los campos de batalla de Europa occidental. Muchos arqueros ingleses y galeses sirvieron como mercenarios en Italia y algunos lo hicieron en lugares tan alejados de sus tierras de origen como Hungría. El historiador moderno Joseph Dahmus incluye la batalla de Crécy en sus Seven Decisive Battles of the Middle Ages (Siete batallas decisivas de la Edad Media).